# Ruinas (Luis Rigalt)
Ruinas es una obra del pintor romántico español Luis Rigalt, realizada hacia 1865. Se encuentra en el Museo Nacional de Arte de Cataluña. Rigalt fue el precursor del género paisajístico en Cataluña a través del cual reivindica la línea romántica que a partir de él, será un género apreciado y cultivado en su tierra. 
En su obra se observa una evolución que abarca desde una concepción más romántica del paisaje hasta la simple captación de la belleza del paisaje catalán en sí.

## Descripción
En la obra se observa un primer término sumido en la penumbra, que da paso a unas ruinas situadas en la zona derecha en las que destacan tres enormes columnas de orden corintio pertenecientes a lo que parece ser el resto un templo derruido. Así mismo, bajo estas ruinas e iluminado por halo de luz, aparece un personaje cuya proporción queda reducida al amparo de la inmensidad del paisaje que se nos presenta y que parece no tener límite. Cierra la composición un cielo nuboso y fluido, típico de este artista.

## Características
En esta obra podemos observar algunos de los rasgos característicos de sus composiciones:
- Equilibrio entre lo escenográfico y lo realista, que es su aportación más original.
- Paisajes basados en el contraste de cielos fluidos y transparentes y unos primeros términos sumergidos en la sombra. Se trata de una fórmula romántica que busca crear emoción a través de estos contrastes.
- Sigue la línea romántica de representar ruinas para melancolizar la obra.
- Paciente corrección de la línea.

## En la línea del romanticismo
Las construcciones de épocas pasadas en ruinas iluminadas por una luz crepuscular fueron un elemento muy recurrente del romanticismo para ambientar un espacio en el que se pudiera desarrollar el drama romántico en el que afloran los sentimientos de manera desmesurada y en el que la belleza formal es mucho más importante que la veracidad del contenido histórico. Las ruinas son un elemento recurrente de la corriente romántica que ejercían una fascinación nostálgica y proporcionaban una imagen de desolación y melancolía.
Así mismo, hay que destacar que los artistas románticos centraron su atención en la naturaleza, como hace Rigalt, aceptando la supremacía del orden natural, por ello, como en este caso, el hombre siempre aparece empequeñecido ante ella. Buscaron representar lo sublime ya que su principal objeto de atención era conseguir despertar la emoción y los sentimientos en el espectador mediante sus obras.
Salvando las distancias, esta obra de Rigalt tiene cierta relación con el cuadro Abadía en el robledal del pintor alemán Caspar David Friedrich en cuanto a la representación de las ruinas medievales justo con las inmensidad del paisaje.